# Круглино
Кру́глино (рос. Круглино) — присілок у складі Дмитровського міського округу Московської області, Росія.

## Населення
Населення — 10 осіб (2010; 20 у 2002).
Національний склад (станом на 2002 рік):
- росіяни — 100 %